# Stenosomides mansoura
Stenosomides mansoura är en fjärilsart som beskrevs av Pierre Chrétien 1911. Stenosomides mansoura ingår i släktet Stenosomides och familjen nattflyn. Inga underarter finns listade i Catalogue of Life.